# Ryuthela tanikawai
Ryuthela tanikawai ONO, 1997 è un ragno appartenente al genere Ryuthela della famiglia Liphistiidae.
Il nome del genere deriva dalle isole Ryukyu, arco insulare fra il Giappone e Taiwan, dove sono diffusi, e dal greco θηλή, thelè, che significa capezzolo, ad indicare la forma che hanno le filiere.
Il nome proprio è in onore dell'aracnologo giapponese Akio Tanikawa.

## Caratteristiche
Ragno primitivo appartenente al sottordine Mesothelae: non possiede ghiandole velenifere, ma i suoi cheliceri possono infliggere morsi piuttosto dolorosi
Specie molto simile alla R. ishigakiensis, se ne distingue soprattutto per alcune caratteristiche dei genitali femminili: la spermateca della R. tanikawai è più larga di quella della R. ishigakiensis ed è ricoperta da tubercoli piuttosto sviluppati.
Il bodylenght (lunghezza del corpo escluse le zampe) è di 11,9 millimetri al massimo per le femmine. Il cefalotorace è più lungo che largo e misura 5 millimetri nelle femmine. I cheliceri hanno 14 denti per le femmine al margine anteriore delle zanne. L'opistosoma ha forma ovale, più lungo che largo, le filiere mediane posteriori sono ridotte, completamente fuse, con 7 setae.

## Riproduzione
Questa specie ha due spermateche di forma monolobata, vicine l'una all'altra o fuse con una larga apertura, e per queste caratteristiche è stata classificata nel Gruppo A dall'aracnologo Hirotsugu Ono insieme con R. nishihirai, R. ishigakiensis, R. owadai, R. secundaria, e R. sasakii.

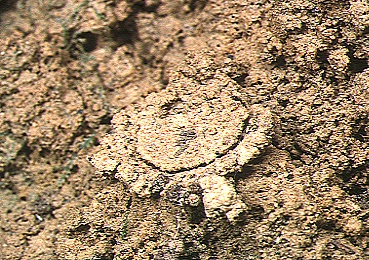
Cunicolo con apertura a porta-trappola di Ryuthela tanikawai, ben mimetizzato

## Colorazione
Il cefalotorace è di colore bruno giallognolo, il tubercolo oculare è nero; i cheliceri sono bruno-giallognoli, ventralmente rossastri, le zanne bruno-rossicce. Lo sterno, le zampe e i pedipalpi sono bruno-giallognolo. L'opistosoma è bruno-grigiastro chiaro, le scleriti dorsali sono beige screziate di marrone; le scleriti ventrali sono bruno giallognole chiare e le filiere sono giallo chiare.

## Distribuzione
Rinvenuta nell'isola Iriomotejima, appartenente all'arcipelago delle Ryukyu.